# Ptochophyle herbuloti
Ptochophyle herbuloti là một loài bướm đêm trong họ Geometridae.